# Les Roues du destin
Les Roues du destin (titre original : Luck of the Wheels) est un roman de fantasy de l'écrivain américain Megan Lindholm, plus connue sous le nom de Robin Hobb, et publié aux États-Unis en 1989 et en France en 2006. Il est le quatrième et dernier volume du cycle de Ki et Vandien.

## Résumé
Ki et Vandien, fuyant vers le Sud pour éviter les Ventchanteuses, acceptent pour la première fois de transporter des personnes plutôt que des marchandises. Gotheris, un adolescent plus communément appelé Cabri, et Saule, une adolescente, sont leurs deux passagers dans la contrée de Loveran, dirigée d'une main féroce par le Duc de Loveran. Ce voyage ne sera pas de tout repos...